# Trần Văn Bích
Trần Văn Bích (Chữ Nho: 陳文壁 hay 陳文璧; ? – ?), là một tông thất hoàng gia Đại Việt thời nhà Trần trong lịch sử Việt Nam.

## Thân thế
Trần Văn Bích là con trai đầu của Văn Túc vương Trần Đạo Tái, và là cháu nội của Chiêu Minh vương Trần Quang Khải. Trần Đạo Tái được sử sách ghi lại mất sớm, chưa rõ năm nào.

## Hành trạng
Tháng 3 (ÂL) năm Giáp Ngọ (1294), Trần Văn Bích được phong tước Thượng vị Uy Túc hầu. Cùng năm thì ông nội Chiêu Minh vương qua đời.
Mùa xuân, tháng Giêng (ÂL) năm Tân Sửu (1301), Trần Văn Bích lúc này mang tước Uy Túc công, được vua gả công chúa Thiên Trân, ban chức Phò ký lang.
Mùa đông, tháng 11 (ÂL) năm Kỷ Dậu (1309), Thiên Trân mất, Uy Túc công khóc lóc lăn lộn trên mặt đất, phải nhờ người đỡ mới có thể ra tiếp vua Trần Anh Tông đến đưa ma. Ai cũng cho rằng Uy Túc công sẽ không lấy vợ khác, nhưng rồi ông lại lấy công chúa Huy Thánh. Sau đó không rõ vì sao mà Huy Thánh trở thành vợ của vua Trần Minh Tông.
Tháng 4 (ÂL) năm Giáp Tý (1324), Uy Túc công Văn Bích được vua Trần Minh Tông trao chức Nhập nội Phụ quốc Thái bảo thay Chiêu Hoài hầu Trần Hiện, cùng Thượng tể Huệ Vũ vương Trần Quốc Chẩn, Thái sư Chiêu Văn vương Trần Nhật Duật, Tư đồ Văn Huệ công Trần Quang Triều quản lý triều chính.
Không rõ Uy Túc công Trần Văn Bích mất năm nào. Chức Thái bảo được truy tặng cho Trương Hán Siêu vào năm 1354 nên có khả năng Trần Văn Bích mất trước đó.

## Nhân cách
Ba thế hệ Trần Đạo Tái, Trần Văn Bích cùng Trần Nguyên Đán được sử sách khen ngợi, cho rằng đây là nhờ đức trạch của Chiêu Minh vương.
Uy Túc công quan niệm rằng khi dạy các hoàng tử thì chỉ nên nêu gương tốt, không nên nói tới những gương xấu để có người bắt chước. Tuy nhiên, quan điểm này bị Thượng hoàng Trần Anh Tông phản bác.
Hành động trong đám tang vợ của Uy Túc công thường được đối chiếu với Văn Huệ công. Hai người đều mất vợ và đều được vua đến thăm hỏi. Nhưng Uy Túc khóc thảm thiết, rồi bất chấp luật lệ để lấy vợ mới trước sự kinh ngạc của người đương thời; còn Văn Huệ thì mặt ngoài bình tĩnh không thể hiện buồn đau, nhưng lại tu hành đến hết đời.
Nhà nghiên cứu Nguyễn Khắc Thuần đánh giá: Uy Túc công đi lấy vợ khác, đó cũng là sự thường, chẳng thể coi là lỗi. Văn Huệ công đi tu, ấy cũng chẳng phải là điều hay, vì xét ra, chùa chiền đâu chỉ để riêng đón những người góa vợ tới tu hành. Cái đáng bàn là ở đời, chớ nhìn sự việc một cách hời hợt để rồi đoán già đoán non. Lỗi có chăng chính là ở những kẻ vô công rồi nghề, chuyên đàm tiếu những điều mà chính họ cũng không hay biết gì cả.

## Gia đình
Theo Toàn thư thì Chương Túc hầu Trần Nguyên Đán là chắt của Chiêu Minh vương Trần Quang Khải. Có thể hiểu Trần Nguyên Đán là con trai của Trần Văn Bích.